# Jake Wesley Rogers
Jake Wesley Rogers (Springfield (Missouri), 19 dicembre 1996) è un cantante, musicista e cantautore statunitense.

## Biografia
Rogers è cresciuto a Ozark, nel Missouri, dove ha imparato a suonare la chitarra all'età di 6 anni e ha iniziato a suonare il pianoforte e ad allenarsi con la voce all'età di 12 anni. Rogers ha iniziato a esibirsi in produzioni teatrali in quinta elementare e subito dopo ha scritto canzoni. In giovane età ha assistito a concerti formativi per artisti come Lady Gaga e Nelly Furtado. Rogers si è dichiarato gay in prima media e, sebbene la sua famiglia fosse di supporto, sentiva di dover nascondere il suo orientamento a causa del clima culturale nella sua città natale.
Rogers si è trasferito a Nashville all'età di 18 anni per studiare scrittura di canzoni alla Belmont University. Nel suo primo anno l'esibizione dal vivo di Rogers ha attirato l'interesse di Sony/ATV, risultando in un contratto editoriale. Rogers si è laureato nel 2018.

## Carriera

### 2016-2020: Inizio carriera
Rogers ha iniziato a pubblicare musica in modo indipendente nel 2016, portando al suo EP di debutto Evergreen nel giugno 2017. Dopo aver pubblicato i suoi due singoli successivi "Jacob from the Bible" e "Little Queen" rispettivamente a febbraio e marzo 2019, Rogers ha pubblicato il suo secondo EP Spiritual nell'aprile 2019, seguito da un tour europeo e da un'esibizione su BBC Radio 4 quell'autunno.
Nel novembre 2020, Rogers è apparso nella colonna sonora di Non ti presento i miei prodotta da Justin Tranter, insieme a una lista di altri cantautori e artisti LGBTQ.

### 2021 – in attività: firma della Warner Records
Nel maggio 2021, è stato rivelato che Rogers aveva firmato con la Warner Records tramite l'impronta di Tranter Facet Records. Il manager di Rogers, Lucas Canzona, ha attirato l'attenzione di Tranter nel 2019 con un'e-mail che evidenziava un'esibizione dal vivo del singolo di Rogers "Jacob from the Bible". Tranter ha portato Rogers all'attenzione del CEO e co-presidente della Warner Records Aaron Bay-Schuck, che è rimasto "affascinato" dall'esibizione dal vivo di Rogers, ei due hanno firmato Rogers alla fine del 2020. Rogers ha pubblicato il suo singolo di debutto per una major "Middle of Love" insieme all'annuncio. Il singolo, che è stato scritto insieme a Tranter ed Eren Cannata, è la prima offerta del prossimo EP di Rogers del 2021. Rogers ha pubblicato il suo prossimo singolo "Momentary" nel giugno 2020. Rogers ha fatto il suo debutto televisivo il 5 ottobre 2021 in The Late Late Show with James Corden (stagione 7, episodio 17), eseguendo la canzone "Middle of Love". Rogers apparirà come atto di apertura del Reverie Tour di Ben Platt a settembre e ottobre 2022. Rogers apparirà anche come atto di apertura in Panic! at the Disco Viva Las Vengeance Tour a settembre e ottobre 2022.

## Discografia

### EP
| Titolo    | Album                                                                   |
| --------- | ----------------------------------------------------------------------- |
| Evergreen | - Pubblicato: 16 giugno 2017 - Etichetta: autoprodotto                  |
| Spiritual | - Pubblicato: 5 aprile 2019 - Etichetta: autoprodotto                   |
| Pluto     | - Pubblicato: 1 ottobre 2021 - Etichetta: Facet Records/Warner Records  |
| LOVE      | - Pubblicato: 21 ottobre 2022 - Etichetta: Facet Records/Warner Records |

### Singoli
| Titolo                  | Anno | Album     |
| ----------------------- | ---- | --------- |
| "You Should Know"       | 2017 | Evergreen |
| "Jacob From the Bible"  | 2019 | Spiritual |
| "Little Queen"          | 2019 | Spiritual |
| "Middle of Love"        | 2021 | Pluto     |
| "Momentary"             | 2021 | Pluto     |
| "Weddings and Funerals" | 2021 | Pluto     |